# Geranium peloponnesiacum
Geranium peloponnesiacum är en näveväxtart som beskrevs av Pierre Edmond Boissier. Geranium peloponnesiacum ingår i släktet nävor, och familjen näveväxter. Inga underarter finns listade i Catalogue of Life.